# Nel blu, dipinto di blu
"Nel blu, dipinto di blu", được biết đến rộng rãi như "Volare" (có nghĩa là "bay"), là một bài hát được ghi âm bởi ca sĩ nhạc sĩ Ý Domenico Modugno. Viết bởi Franco Migliacci và Domenico Modugno, nó đã được phát hành dưới dạng đĩa đơn vào ngày 1 tháng 2 năm 1958.
Chiến thắng trong Liên hoan âm nhạc Sanremo lần thứ 8, bài hát được chọn là bài hát của Ý vào cuộc thi Eurovision Song Contest vào năm 1958, và giành vị trí thứ 3 trong tổng số 10 ca khúc. Doanh thu kết hợp của tất cả các phiên bản của bài hát vượt quá 22 triệu bản trên toàn thế giới, làm cho nó trở thành một trong những ca khúc Eurovision phổ biến nhất mọi thời đại và bài hát Sanremo Music Festival thành công nhất từ trước tới nay.
Nó đã trải qua 5 tuần không liên tiếp trên Billboard Hot 100 vào tháng 8 và tháng 9 năm 1958 và là đĩa đơn số 1 của Billboard trong năm. Bản ghi âm của Modugno sau đó đoạt được giải Grammy đầu tiên cho Giải thưởng của năm và Bài hát của năm tại Lễ trao giải Grammy hàng năm lần thứ 1 năm 1958.
Bài hát sau đó đã được dịch sang một số ngôn ngữ và nó đã được thu âm bởi nhiều người trình diễn.